# Alphandia resinosa
Alphandia resinosa är en törelväxtart som beskrevs av Henri Ernest Baillon. Alphandia resinosa ingår i släktet Alphandia och familjen törelväxter. Inga underarter finns listade i Catalogue of Life.